# 马松日
马松日（法語：Massongy，法語發音：[masɔ̃ʒi]）是法国上萨瓦省的一个市镇，属于托农莱班区。

## 地理
马松日（46°18'58"N, 6°20'1"E）面积9.81 平方千米，位于法国奥弗涅-罗讷-阿尔卑斯大区上萨瓦省，该省份为法国东部省份，历史上为薩伏依的一部分，北与瑞士接壤，西接安省，南至萨瓦省，东与瑞士和意大利接壤。
与马松日接壤的市镇（或旧市镇、城区）包括：巴莱松、杜韦讷、埃克塞讷韦、锡耶。

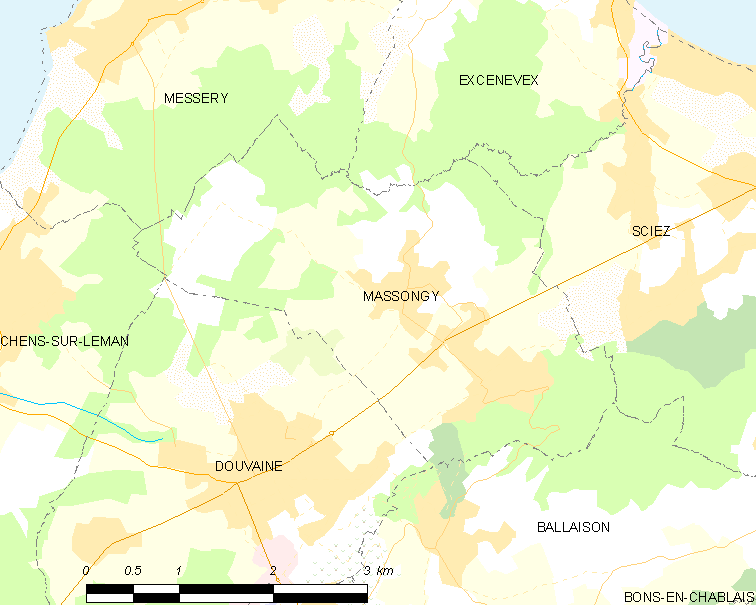
马松日的OSM定位图

马松日的时区为UTC+01:00、UTC+02:00（夏令时）。

## 行政
马松日的邮政编码为74140，INSEE市镇编码为74171。

## 政治
马松日所属的省级选区为锡耶县。

## 人口

1962-2008年间马松日人口变化图示

马松日于2022年1月1日时的人口数量为1693人。